# Glen Chadwick
Pour les articles homonymes, voir Chadwick.
Glen Alan Chadwick, né le 17 octobre 1976 à Opunake, est un coureur cycliste néo-zélandais.

## Palmarès
- 1999
  - 2e du Tour de Nouvelle-Calédonie
- 2000
  - Tour de Tasmanie :
    - Classement général
    - 4e étape

  - 6ea étape de la Commonwealth Bank Classic
- 2001
  - 2e du Tour de Liège
- 2002
  - 1re étape du Jelajah Malaysia
  - 3e étape du Tour de Taïwan
  - 4e étape du Tour de la mer de Chine méridionale
  - 2e du Tour du lac Qinghai
- 2003
  - Classement général du Tour de Pékin
  - Tour de Corée :
    - Classement général
    - 3e étape

  - 3e du Giro d'Oro
- 2005
  - Tour du Jura
  - 5e étape du Tour de Hongrie
  - 2e de l'Internationale Wielertrofee Jong Maar Moedig
  - 3e du Tour de Hongrie
- 2006
  - 2e du Tour de l'Utah
  - 3e du Montclair Twilight Criterium
- 2007
  -  Champion de Nouvelle-Zélande du contre-la-montre
  - 2e étape de la Mount Hood Classic
  - 2e et 3e étapes du Tour de Beauce
- 2008
  - Tour de l'Arkansas :
    - Classement général
    - 1re et 2e étapes

  - Classement général du Tour du Mexique
  - 2e du Tour of Somerville
  - 3e du Tour de l'Utah
- 2009
  - 1re étape du Tour des Asturies
  - 13e étape du Tour de Colombie
- 2010
  - 10e étape du Tour de Nouvelle-Calédonie

## Classements mondiaux
| Année            | 2005 | 2006 | 2007 | 2008 | 2009 | 2010 |
| ---------------- | ---- | ---- | ---- | ---- | ---- | ---- |
| UCI America Tour | 245e |      | 137e | 33e  | 149e |      |
| UCI Asia Tour    | 157e |      |      |      |      |      |
| UCI Europe Tour  | 253e |      |      |      | 243e |      |
| UCI Oceania Tour |      | 50e  | 35e  |      | 15e  | 38e  |